# Пенехупифо Похамба
Пенехупифо Похамба урожденная Хаш) (англ. Penehupifo Pohamba; 16 июня 1948, Окатале, Охангвена , Юго-Западная Африка) — первая леди Намибии с 21 марта 2005 по 21 марта 2015 года, супруга президента Хификепунье Похамбы.
Политик, член партии СВАПО. Медицинский работник.
Окончила школу. В 1969 году первый раз вышла замуж. Родила сына. Участница Войны за независимость Намибии. В 1976 году покинула Намибию и через Анголу отправилась в Замбию . После нескольких месяцев пребывания в Замбии, переехала в Танзанию, где изучала основы медицины. Прошла военную подготовку и работала в лагерях, где размещались беженцы из Намибии. Затем была отправлена на Ямайку, где три года изучала акушерства. Её первый муж погиб в результате взрыва. Вернувшись в Анголу, работала в основном врачом, затем в 1981 году переехала в ГДР, чтобы изучать политологию.
Два года спустя вернулась в Анголу, где вышла замуж за будущего президента Хификепунье Похамбу.
Будучи первой леди, в первую очередь выступала за права женщин в Намибии. Занималась проблемой СПИДа. В 2006 году была избрана заместителем председателя Комитета Сообщества развития стран Юга Африки .
Супругам Похамба принадлежит ферма недалеко от Отави. В семье родились пятеро детей: двое мальчиков и три девочки.
В 2014 году была награждена Орденом Солнца 1-й степени .